# Episodi di Squadra Speciale Vienna (seconda stagione)
La seconda stagione della serie televisiva Squadra Speciale Vienna è stata trasmessa in anteprima in Austria dalla ORF tra il 10 ottobre 2006 e il 2 gennaio 2007.
| nº | Titolo originale      | Titolo italiano | Prima TV Austria | Prima TV Italia |
| -- | --------------------- | --------------- | ---------------- | --------------- |
| 1  | Unter Druck           |                 | 10 ottobre 2006  |                 |
| 2  | Flusspiraten          |                 | 17 ottobre 2006  |                 |
| 3  | Blind vor Liebe       |                 | 24 ottobre 2006  |                 |
| 4  | Ein mörderischer Plan |                 | 31 ottobre 2006  |                 |
| 5  | Machtspiele           |                 | 7 novembre 2006  |                 |
| 6  | Auge um Auge          |                 | 14 novembre 2006 |                 |
| 7  | Die Falle             |                 | 21 novembre 2006 |                 |
| 8  | Katyas Geheimnis      |                 | 28 novembre 2006 |                 |
| 9  | Konkurrenten          |                 | 5 dicembre 2006  |                 |
| 10 | Tödliche Gier         |                 | 12 dicembre 2006 |                 |
| 11 | Schmutzige Geschäfte  |                 | 19 dicembre 2006 |                 |
| 12 | Stille Wasser         |                 | 2 gennaio 2007   |                 |